# Josep Tarruella i Albareda
Josep Tarruella i Albareda (Pallejà, Baix Llobregat, 10 de novembre de 1870 — Barcelona, 1 de gener de 1958) fou un metge català.
El seu pare era director de La Manresana, una fàbrica d'explosius integrada a la Unión Española de Explosivos. En 1892 es llicencià en Medicina a la Universitat de Barcelona i en 1894 es doctorà a Madrid. Fou deixeble de Bartomeu Robert. Després d'estades d'’estudi a França, Suïssa, Alemanya i Rússia es decidí per investigar les malalties de l'aparell digestiu.
El 1904 funda una Clínica de Malalties de l'Aparell Digestiu a Barcelona amb Antoni Raventós i Avinyó. Va presidir l'Acadèmia i Laboratori de Ciències Mèdiques el 1910-1912, on fou un dels fundadors de la revista Annals de Medicina, de la que en fou director de 1907 a 1909. En 1896 ingressà com a corresponent a la Reial Acadèmia de Medicina de Barcelona i va ser un dels primers en redactar i llegir les actes en català. Membre molt actiu de l'Associació de Metges de Llengua Catalana, pren part en els Congressos de Metges de Llengua Catalana (CMBLC), presidint el Cinquè, celebrat a Lleida el 1923. També fou membre de l'Ateneu Barcelonès.
Destacà com a dirigent esportiu, ja que fou president de l'Universitari Club de Futbol i de la Federació Catalana de Clubs de Futbol (1912-1913), a més del Reial Automòbil Club de Catalunya i del Club de Tennis Pompeya, entre altres entitats. A les eleccions generals espanyoles de 1910 fou candidat de la Unió Federal Nacionalista Republicana (UNFR) per Barcelona però no va obtenir l'escó, tot i que va obtenir 23.293 vots. El 1931 fou elegit president del Col·legi Oficial de Metges de Barcelona (COMB). Durant la guerra civil espanyola es va exiliar a Sant Sebastià, on va fer de metge d'algunes famílies exiliades.

## Obres
- Semiologia de les ptosis digestives (Barcelona, 1929)
- Semiologia i terapèutica de les esplacnoptosis (Barcelona, 1930).